# مارسيلو أثكاراجا بالميرو
الهيدالغو مارسيو دي أثكاراجا أوغاريت وبالميرو-فيرسوسو دي ليثاراجا من مقاطعة ليثاراجا (1 سبتمبر 1832 – 30 مايو 1915) رئيس وزراء إسبانيا الثالث عشر في حقبة عودة البوربون إلى التاج الإسباني وهو الوحيد من رؤساء الوزارة الإسبانية من أصول فليبينية

## البداية
ولد أثكاراجا سنة 1832 في مانيلا في جزر الهند الشرقية الإسبانية من الجنرال خوسيه دي أثكاراجا-أوغارتي، وهو مواطن من الباسك الإسبانية إلى ويمتلك مكتبة في إسكولتا بمانيلا، وأمه ماريا بالمرو فيرسا وهي من أصول مستيزو من ألباي.
وكان لدى الجنرال خوسيه أثكاراجا العديد من الأبناء والبنات ومارسيلو ثاني أطفال العائلة. وقد درس القانون في جامعة سانتو توماس الملكية في مانيلا ثم دخل المدرسة البحرية (بالإسبانية: Escuela Nautica De Manila)‏ (حاليا الأكاديمية الفلبينية البحرية التجارية). وبعد تخرجه أرسله والده إلى إسبانيا لدخول الأكاديمية العسكرية وسرعان ما حصل على رتبة نقيب في ثلاث سنوات. ثم رقي إلى رتبة رائد بسبب خدماته ضد ثورة أودونيل في إسبانيا.

## زواجه
نال مارسيلو أثكاراجا على وسام على صليب سان فرناندو وهو في سن 23 وهي منحة المعاش التقاعدي. وقد تم أرساله إلى مختلف مستعمرات إسبانيا ومن ضمنها المكسيك وكوبا وسانتو دومينغو. وعاد بعد ذلك إلى كوبا وتزوج مارغريتا فيسر دي دياغو إحدى بنات ادوارد فيسر صاحب ومؤسس بنك ودار فيسر للتأمين "(بالإسبانية: Banco y Casa de Seguros Fesser)‏" إحدى أكبر بنوك كوبا، والمعروف أيضا باسم الدون إدواردو فيسر-كيرشنر. وأنجب أثكاراجا من زوجته مارغريتا أبنائه: كارلوس أول ماركيز لتوريا وماريا وخوسيه وكارمن.

## فترة رئاسة الوزراء
بعد خلع الملكة إيزابيل الثانية سنة 1868 عاد أثكاراجا إلى إسبانيا حيث عجل لعودة البوربون، فعين برتبة فريق مع تتويج ألفونسو الثاني عشر ملكا على اسبانيا. وانتخب عضوا في مجلس الشيوخ مدى الحياة. وكان وزير الحرب في وزارة أنطونيو كانوباس ديل كاستيو الذي اغتيل في 8 أغسطس 1897 فأصبح رئيس وزراء إسبانيا المؤقت حتى 4 أكتوبر من نفس العام.
وكان رئيسا للوزراء مرتين في حادثين منفصلين.